# Kszar
A kszar (magrebi arab: قصر vagy ڭصر ; berber: ⵉⴴⵔⵎ aghrem vagy ighrem, nyugati nyelveken ksar, ksour vagy qsar ) kifejezés általában egy berber, hagyományos, erődített falura utal, amely egymáshoz kapcsolódó épületekből áll (gyakran hegy- vagy domboldalban), így a kszar egy erődítménynek tűnik. A berber építészet egyik fő megnyilvánulási formája.
Gyakoriak a Magreb szaharai oázisaiban és az Atlasz-hegység déli lejtőin. Védelmet nyújtottak a lakosságnak a nomádok vagy ellenséges törzsek portyái ellen. Leggyakrabban oázisok vagy vízfolyások közelében hozták létre őket, a Szaharát átszelő karavánutak mentén.
A kszar egyes épületei lakó- és raktárépületek összefüggő rendszerét alkotják. Ebben az összefüggő rendszerben középületek – például mecset – is fellelhető. A leggyakoribb építőanyag az egyéb rendelkezésre álló anyagok hiányában a folyóparti iszapos agyag, vályogtégla vagy ritkábban a kő. 
A "kszar" kifejezés ugyanakkor utalhat egy központi palotára vagy fellegvárra is, amelyeket általában egy magaslaton építettek meg. A Közel-Keleten, Szíriában, Jordániában és más országokban a kifejezés egy "palota" vagy "kastély" megjelölésére szolgál. Míg a Magreb területen található kaszba az uralkodó család számára épült erődítmény.

## Települések „kszar” névvel
A szó a Magreb régióban gyakran Marokkó, Algéria és Tunézia településneveinek része, és különösen elterjedt az Atlasz-hegység vonulatainak szaharai oldalán és a Draa folyó völgyében. Tunéziában gyakran előfordul Medenín és Tatávín kormányzóság településneveiben. 
Települések példái „kszar” névvel (nem teljes lista):
- Ksar Draa, Algéria
- Ksar Hadada, Tunézia,
- Ksar Hallouf, Tunézia,
- Ksar Oulad Dabab, Tunézia,
- Ksar Ouled Soltane, Tunézia,
- Ksar es-Seghir, Marokkóban, Tanger és Ceuta között,
- Ksar el-Kebir, , Marokkó; az 1578-as, Alcácer Quibir-i csata helyszíne,
- Ksar Nalut, Líbia.

## Galéria

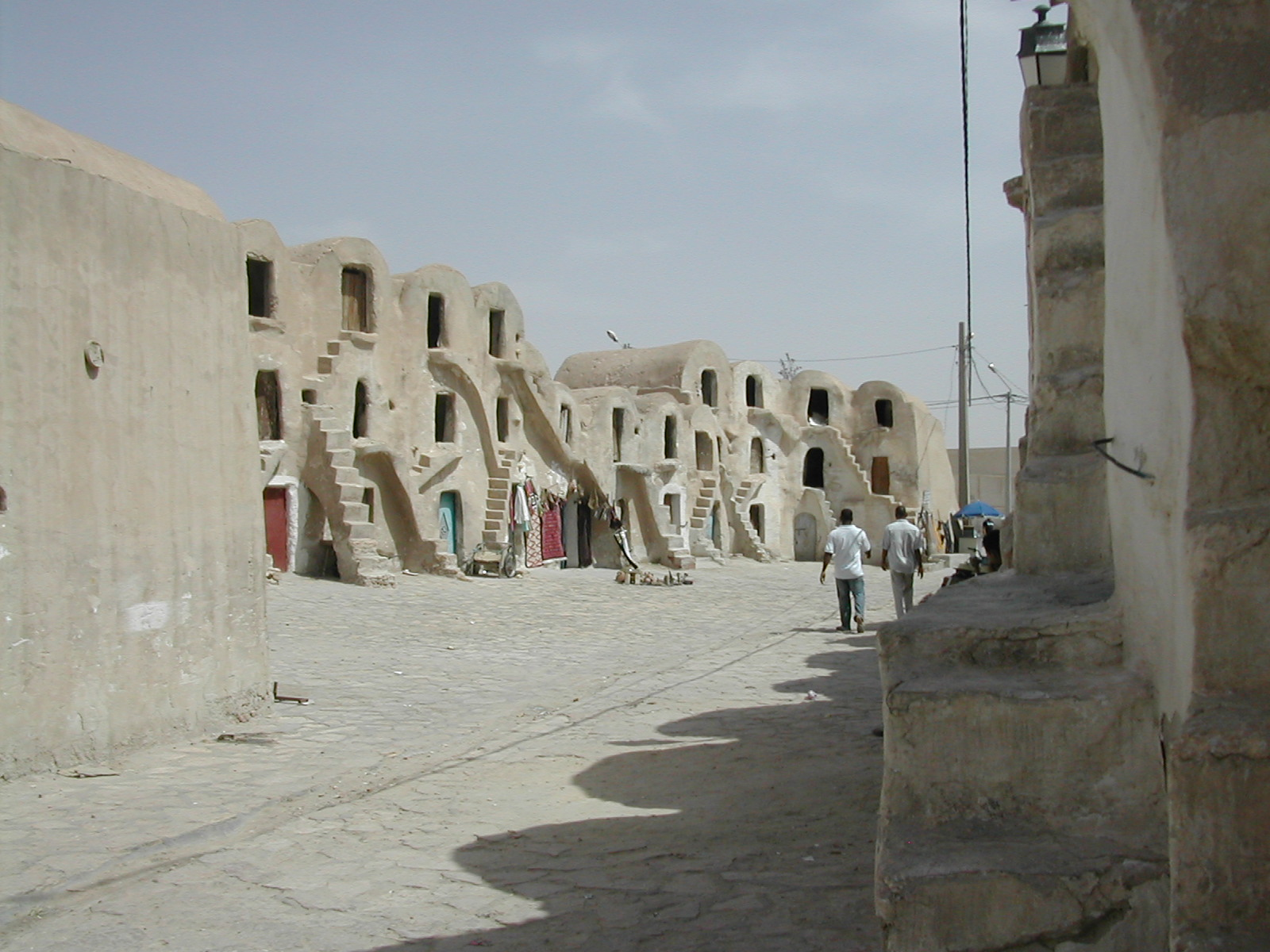
Ksar Ommarsia, Tunézia
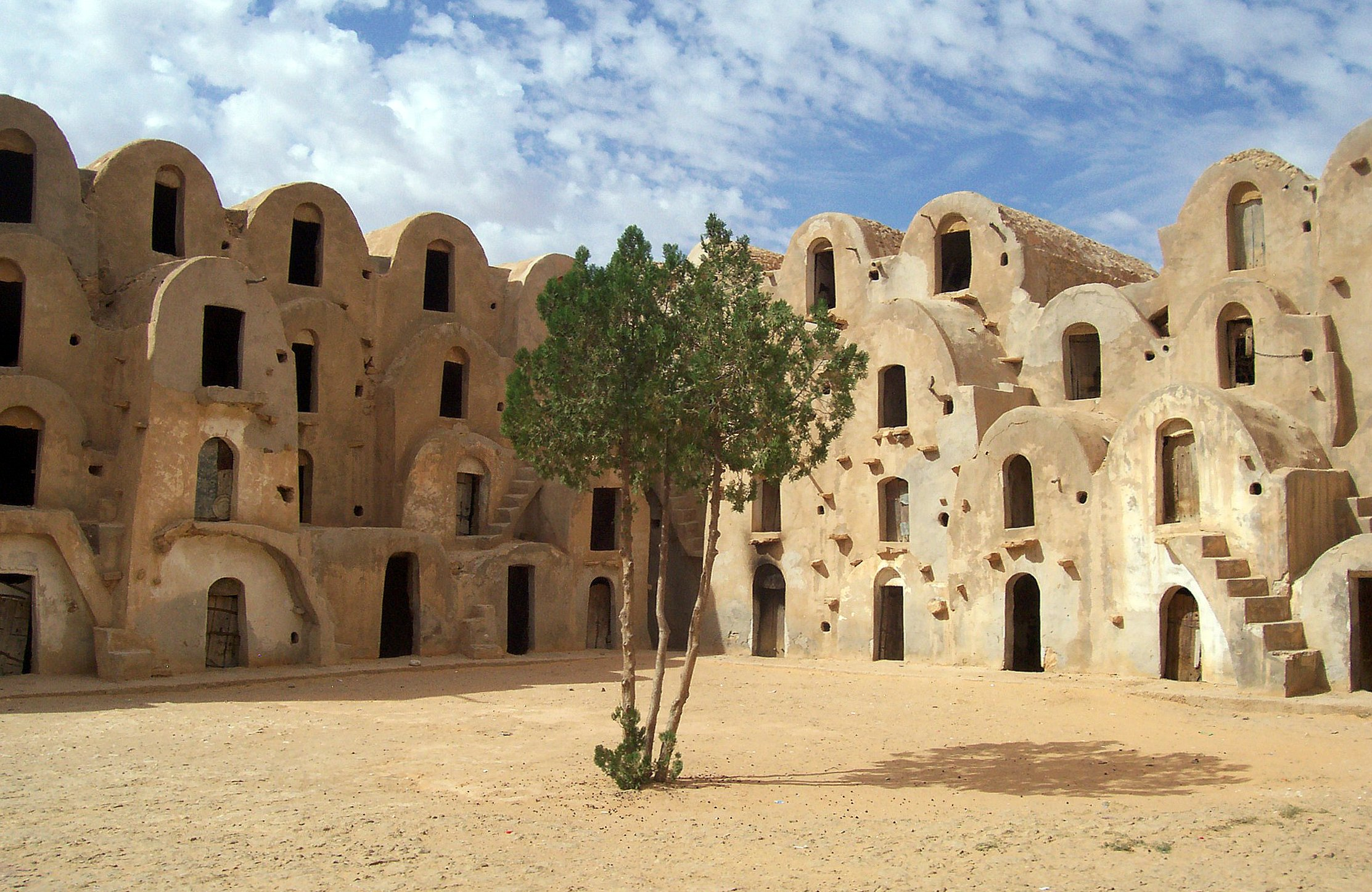
Ksar Ez Zahra, Tunézia
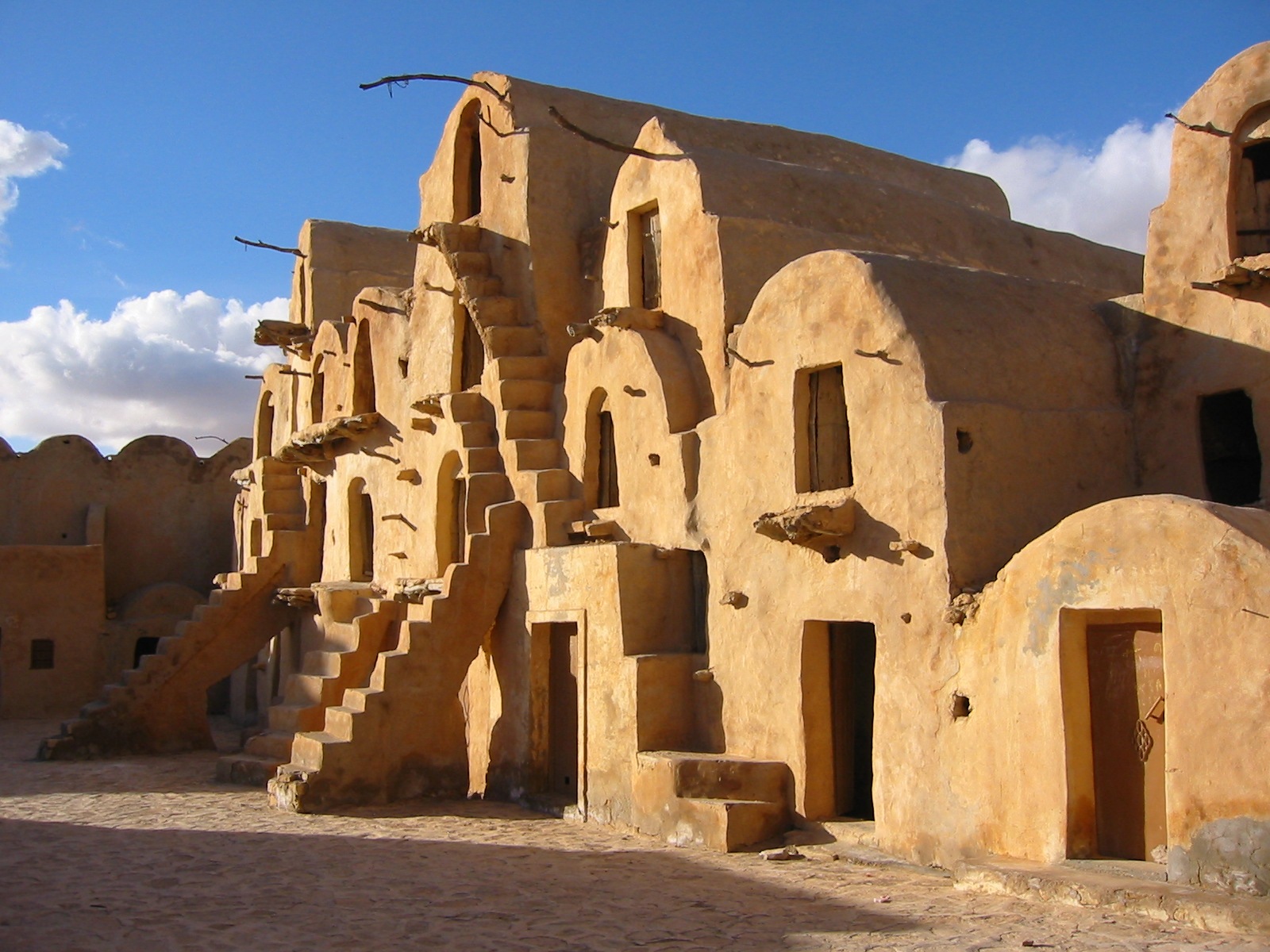
Ksar Ouled Soltane, Tunézia
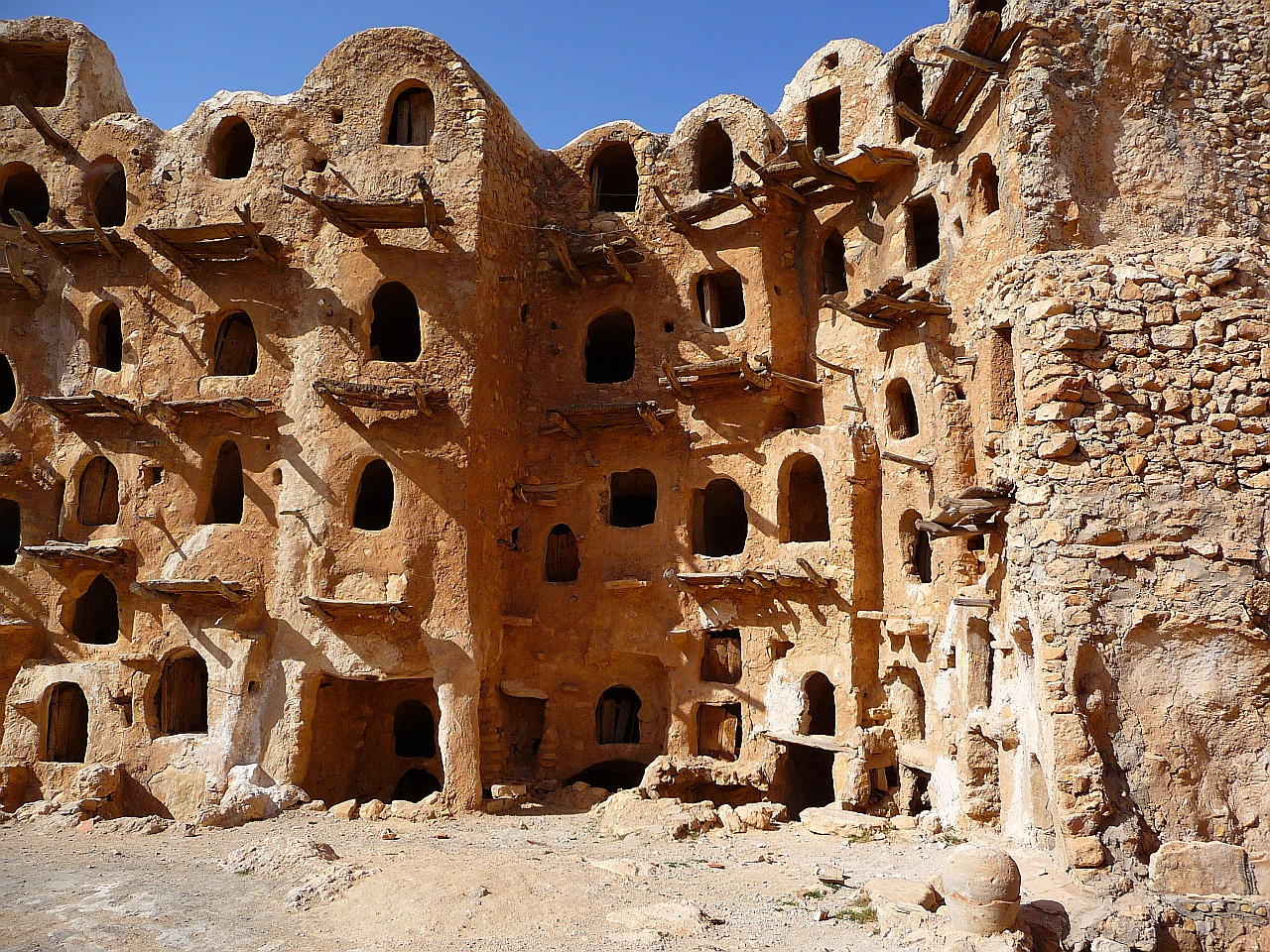
Ksar Kabaw/Cabao, Líbia
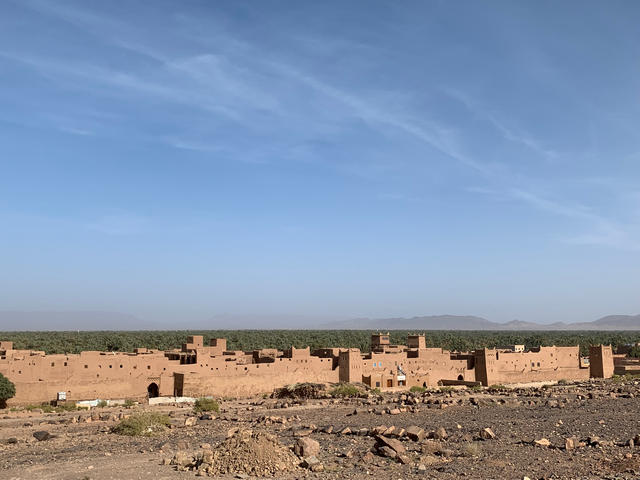
Ksar Tissergate, Marokkó
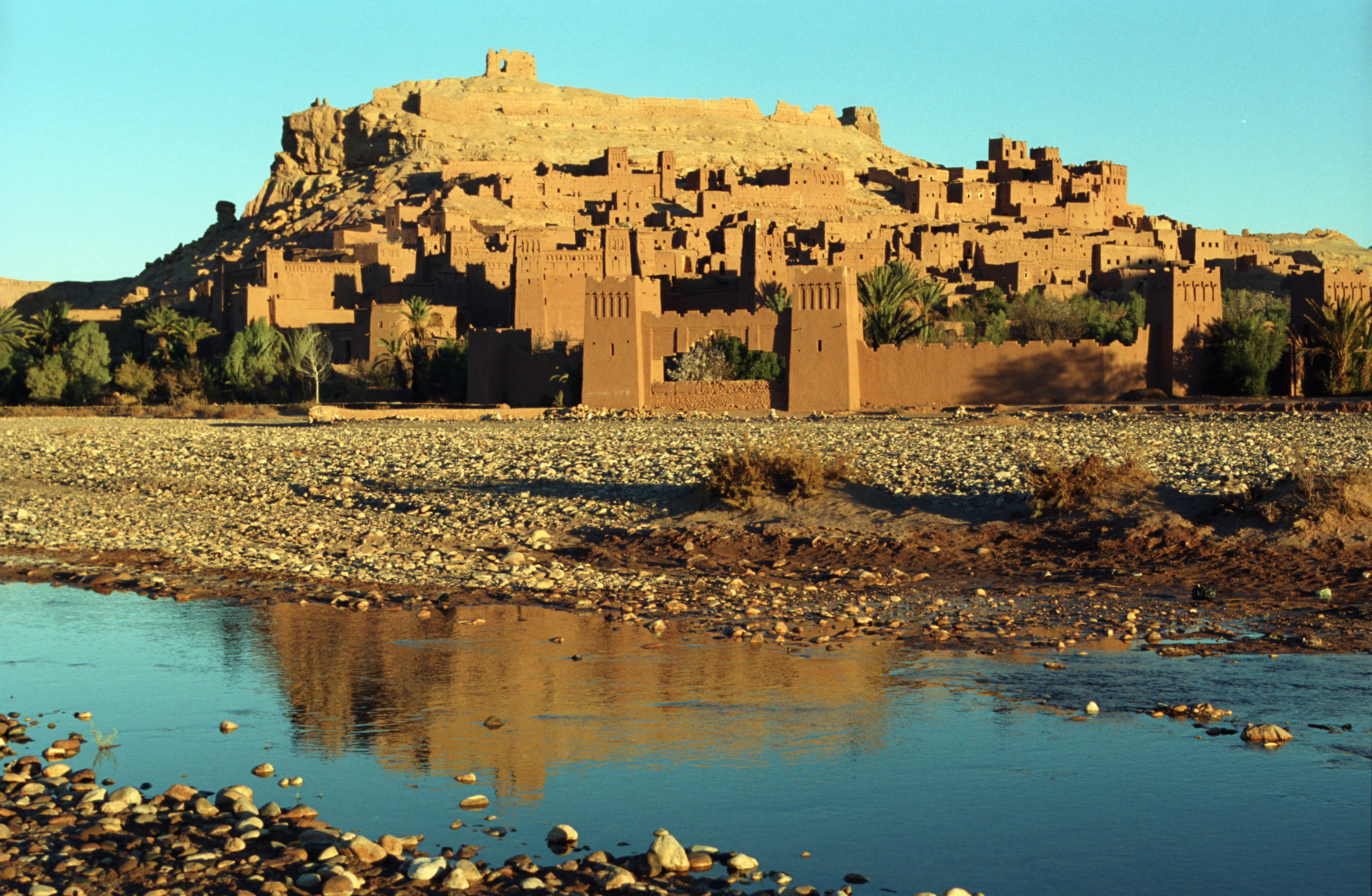
Aït Benhaddou, Marokkó
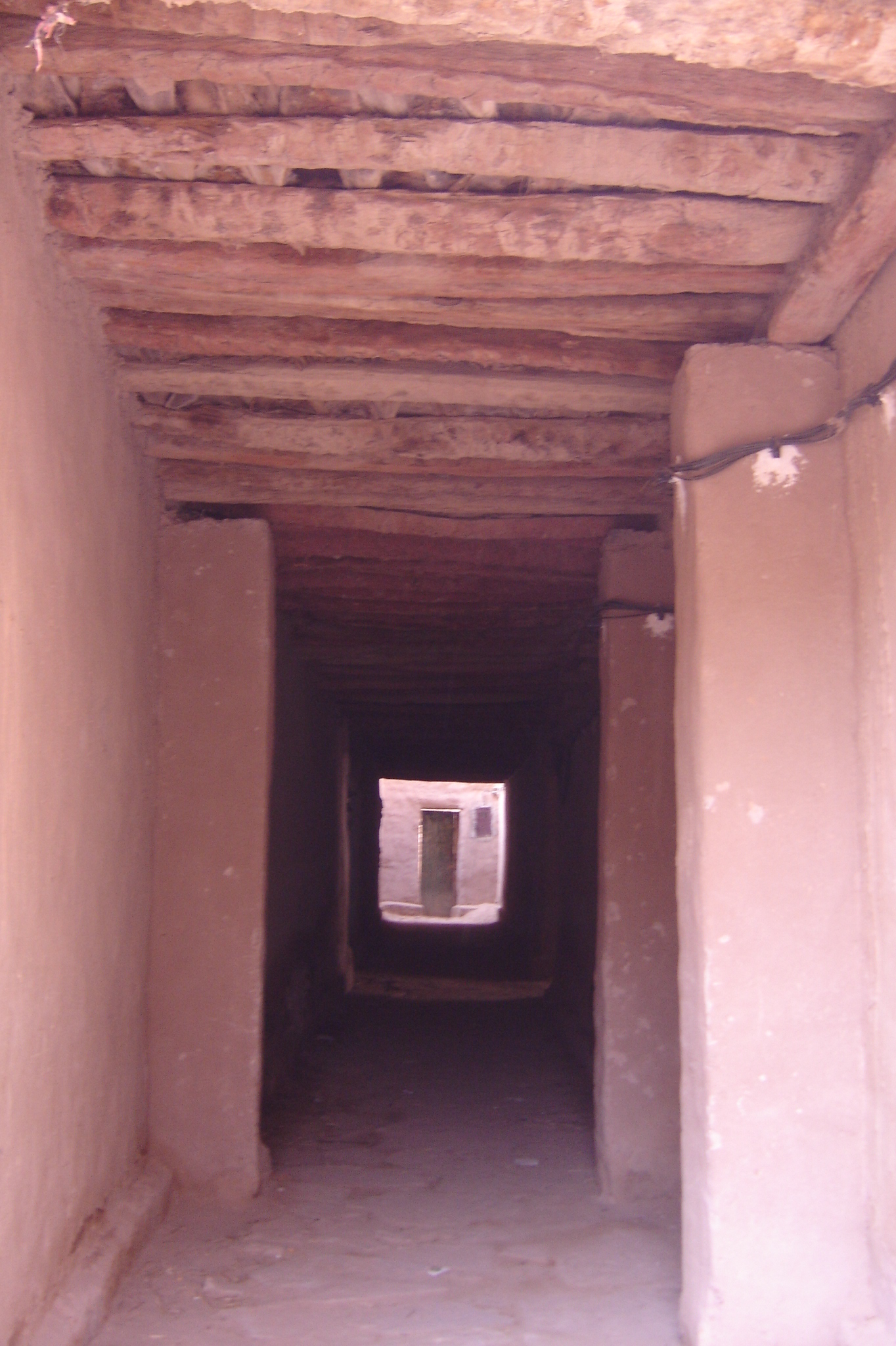
Folyosó az algériai Béni Ounif kszarjában